# Дудко, Сергей Владимирович
Сергей Владимирович Дудко (бел. Сяргей Уладзіміравіч Дудко; 29 апреля 1991, Тольятти) — белорусско-российский хоккеист, центральный нападающий.

## Карьера
Воспитанник тольяттинского хоккея. Начал свою профессиональную карьеру в 2010 году в составе жлобинского клуба белорусской Экстралиги «Металлург», выступая до этого за его фарм-клуб, а также вторую команду тольяттинской «Лады». В своём дебютном сезоне Сергей провёл на площадке 31 матч, в котором он набрал 8 (4+4) очков. Следующий сезон Дудко также начал в Жлобине, однако 2 января 2012 года он подписал контракт с минским «Динамо».
Спустя два дня в матче против новокузнецкого «Металлурга» Сергей дебютировал в Континентальной хоккейной лиге, проведя на площадке почти 8 минут, а 12 января в игре с магнитогорским «Металлургом» набрал своё первое очко в КХЛ, сделав результативную передачу. Всего в сезоне 2011/12 Дудко принял участие в 12 матчах, в которых сумел набрать 2 (0+2) очка, вслед за чем руководство минского клуба приняло решение подписать с игроком новый двухсторонний контракт сроком на три года.

## Достижения
- Бронзовый призёр чемпионата Белоруссии 2011.

## Статистика выступлений
Последнее обновление: 22 апреля 2012 года
|                 |                 |                 | Регулярный сезон | Регулярный сезон | Регулярный сезон | Регулярный сезон | Регулярный сезон | Регулярный сезон | Плей-офф | Плей-офф | Плей-офф | Плей-офф | Плей-офф | Плей-офф |
| Сезон           | Команда         | Лига            | Игр              | Г                | П                | Очк              | +/-              | Штр              | Игр      | Г        | П        | Очк      | +/-      | Штр      |
| --------------- | --------------- | --------------- | ---------------- | ---------------- | ---------------- | ---------------- | ---------------- | ---------------- | -------- | -------- | -------- | -------- | -------- | -------- |
| 2008/09         | Лада-2          | Первая лига     | 46               | 2                | 4                | 6                | --               | 18               | —        | —        | —        | —        | —        | —        |
| 2009/10         | Металлург Жн-2  | Высшая лига     | 45               | 16               | 9                | 25               | --               | 24               | —        | —        | —        | —        | —        | —        |
| 2010/11         | Металлург Жн-2  | Высшая лига     | 16               | 8                | 5                | 13               | --               | 4                | —        | —        | —        | —        | —        | —        |
| 2010/11         | Металлург Жн    | Экстралига      | 25               | 4                | 3                | 7                | +1               | 13               | 6        | 0        | 1        | 1        | -1       | 0        |
| 2011/12         | Металлург Жн    | Экстралига      | 34               | 8                | 10               | 18               | +15              | 14               | —        | —        | —        | —        | —        | —        |
| 2011/12         | Динамо Минск    | КХЛ             | 10               | 0                | 2                | 2                | -3               | 0                | 2        | 0        | 0        | 0        | -1       | 0        |
| Всего в КХЛ     | Всего в КХЛ     | Всего в КХЛ     | 10               | 0                | 2                | 2                | -3               | 0                | 2        | 0        | 0        | 0        | -1       | 0        |
| Всего в карьере | Всего в карьере | Всего в карьере | 176              | 38               | 33               | 71               | +13              | 73               | 8        | 0        | 1        | 1        | -2       | 0        |